# John Barbirolli
John Barbirolli, rodným jménem Giovanni Battista Barbirolli (2. prosince 1899, Londýn – 29. července 1970), byl britský dirigent a violoncellista.
Proslul především jako dirigent orchestru The Hallé v Manchesteru, který pomáhal zachránit před rozpuštěním v roce 1943 a vedl po zbytek svého života. Byl nástupcem Arturo Toscaniniho jako hudebního ředitele Newyorské filharmonie, vedl ji od roku 1936 do roku 1943. Byl také hlavním dirigentem Houstonských symfoniků v letech 1961–1967 a hostujícím dirigentem mnoha dalších orchestrů: BBC Symphony Orchestra, London Symphony Orchestra, Philharmonia Orchestra, Berlínští filharmonikové, Vídeňští filharmonikové aj.
Narodil se v italsko-francouzské rodině. Začínal jako violoncellista.
Po sovětské invazi do Československa roku 1968 odmítl vystupovat v zemích východního bloku.